# العجمه
العجمه یک منطقهٔ مسکونی در عربستان سعودی است که در استان عسیر واقع شده‌است.

## خصوصیات
العجمه ۲٬۰۰۰ نفر جمعیت دارد و ۳۷۵ متر بالاتر از سطح دریا واقع شده‌است.